# 勝又桜
勝又 桜（かつまた さくら、1995年3月17日 - ）は、静岡県沼津市出身の元ボートレーサーである。登録第4830号。114期。
加藤学園高等学校卒業。夫はボートレーサーの板橋侑我。

## 来歴
- 静岡県沼津市に生まれ育つ。
- 2014年3月21日、選手登録。
- 2014年5月10日からボートレース浜名湖で開催された 一般戦「BOATBoyカップ」初日第4Rうな二朗戦でデビュー[1]。（6着）
- 2015年5月2日からボートレース津で開催された 一般戦「スポーツニッポンパール賞」6日目（最終日）第1Rで初勝利[2]を飾る。
- 2016年5月、後に夫となる板橋侑我と交際を開始[3]。
- 2017年4月20日からボートレース浜名湖で開催された G3「オールレディース 第2回井伊直虎カップ」初日第1Rで通算2勝目[4]をあげる。
- 2017年5月17日からボートレース浜名湖で開催された 一般戦「ボートピア岩間13周年記念 茨城放送杯」6日目（最終日）第1Rで通算3勝目[5]をあげる。
- 2017年6月20日からボートレース若松で開催された 一般戦「ヴィーナスシリーズ第5戦 マクール杯ナイトプリンセス」4日目第6Rで通算4勝目[6]をあげる。
- 2017年7月18日からボートレース江戸川で開催された 一般戦「ヴィーナスシリーズ第7戦 江戸川JINROカップ」2日目第11Rで2節連続となる通算5勝目[7]、3日目第7Rで連勝[8]し通算6勝目をあげる。
- 2017年11月5日からボートレース宮島で開催された G3「ジャパンネット銀行賞宮島プリンセスカップ」4日目第2Rで勝利[9]し、3節連続となる通算7勝目をあげる。
- 2018年6月16日からボートレースからつで開催された 一般戦「桃咲まゆカップ～ほぼ女子戦～」4日目第2Rで勝利[10]し、通算8勝目をあげる。
- 2019年1月4日からボートレース尼崎で開催された 一般戦「日本モーターボート選手会会長杯 男女W優勝戦 純烈祭」6日目第6Rで勝利[11]し、通算9勝目をあげる。
- 2019年6月3日、夫の板橋侑我の誕生日に合わせて結婚[12]。
- 2019年11月20日からボートレース浜名湖で開催された 一般戦「男女W優勝戦 中日スポーツ ゴールドカップ」4日目第1Rで勝利[13]し通算10勝目をあげる。結果として、この勝利が現役最後の勝利となり、6日目（最終日）第6Rの出走[14]（5着）を以って産休に入り、これが現役ラストランとなった。
- 2020年8月5日、夫、板橋侑我が自身のInstagramで出産したことを報告。
- 2021年4月5日、選手登録消除。
- 2021年4月7日、自身のTwitterにて産休後復帰せず引退することを公表[15]。

## 人物・エピソード
- 夫の板橋侑我とは、同じ加藤学園高等学校の先輩後輩という関係。
- 2020年4月7日にボートレーサー養成所で行われた「第128期選手養成訓練入所式」には、実妹の勝又晴稀が養成員として入所[16]した[注 1]。

## 戦績
- 出走回数：655回
- 優勝回数：0回
- 優出回数：0回
- 1着回数：10回
- 2着回数：25回
- 3着回数：48回
- 4着回数：76回
- 5着回数：121回
- 6着回数：370回
- フライング(F)回数：3回
- 出遅れ(L)回数：0回
- 通算勝率：2.30
- 2連対率：5.34
- 3連対率：12.67
- 生涯獲得賞金：24,154,340円